# 陳以誠 (明朝)
陳以誠（？—？），号绣谷，江西南昌府靖安縣人。

## 生平
天啓元年（1621年）辛酉科江西乡试举人，天啓五年（1625年）乙丑科進士，授工部虞衡司主事，晋郎中，升湖州府知府，筑东西圩，水利以兴。建吴兴书院，治有清惠声。升广东海南兵备道副使，卒祀乡贤。

## 家族
父陈舜德，教谕，以子以诚贵累赠奉政大夫。